# بلبل فنش
بلبل فنش (الاسم العلمي: Alophoixus finschii) (بالإنجليزية: Finsch's Bulbul)‏ هو نوع من الطيور يتبع جنس البلبل الذهبي من فصيلة البلابل.